# Berthold Schenk Graf von Stauffenberg

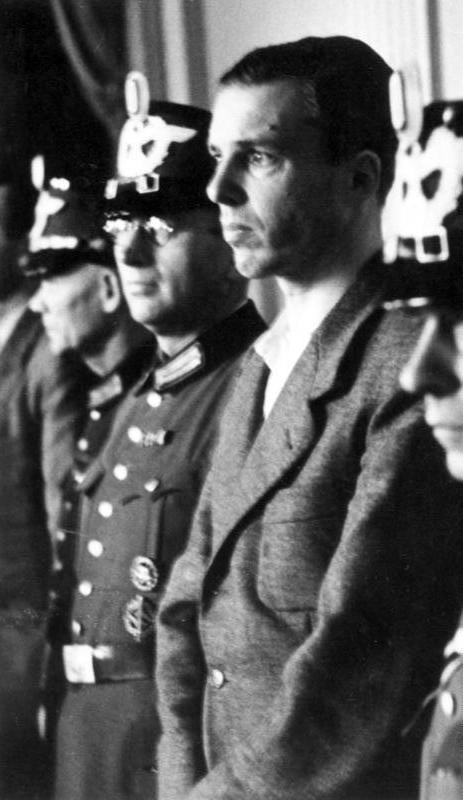
Berthold Schenk Graf von Stauffenberg am 10. August 1944 beim Prozess vor dem Volksgerichtshof

Berthold Schenk Graf von Stauffenberg (* 15. März 1905 in Stuttgart; † 10. August 1944 in Berlin-Plötzensee) war ein deutscher Jurist und Widerstandskämpfer gegen das NS-Regime.

## Leben
Berthold von Stauffenberg wurde als Sohn des württembergischen Oberhofmarschalls Alfred Schenk Graf von Stauffenberg und dessen Ehefrau Caroline, geb. Gräfin Üxküll-Gyllenband, geboren. Sein Zwillingsbruder war Alexander, sein jüngerer Bruder Claus, der am 20. Juli 1944 das Attentat auf Hitler verübte. Über seine Mutter hatte er auch preußische Vorfahren wie den preußischen Heeresreformer August Graf Neidhardt von Gneisenau.
Stauffenberg studierte Rechtswissenschaft in Heidelberg, Jena, Tübingen, Berlin und München. Nach der Promotion an der Universität Tübingen brach er das Referendariat ab, weil er eine Karriere im Auswärtigen Dienst anstrebte. Im März 1929 wurde er Referent am Kaiser Wilhelm Institut für ausländisches öffentliches Recht und Völkerrecht in Berlin. Von Juli 1931 an war er als redigierender Sekretär in der Kanzlei des Ständigen Internationalen Gerichtshofes in Den Haag tätig. Hier verfasste er auch sein umfangreichstes Werk, einen Kommentar in französischer Sprache zu Statut und Reglement des Ständigen Internationalen Gerichtshofes. Aufgrund des Austritts Deutschlands aus dem Völkerbund beendete er diese Tätigkeit zum 31. Dezember 1933 und war dann wieder als stellvertretender Abteilungsleiter für Völkerrecht am Kaiser Wilhelm Institut für ausländisches öffentliches Recht und Völkerrecht tätig.
Grundlegend geprägt wurden die Brüder Stauffenberg durch ihre Begegnung mit Stefan George. Als Schüler am humanistischen Eberhard-Ludwigs-Gymnasium in Stuttgart traten sie den Neupfadfindern bei. Literarisch gebildet und dichterisch begabt, begeisterten sie sich für die Dichtung Stefan Georges, der Leitfigur der neoromantischen Jugendbewegung. Im Frühjahr 1923 wurden die Stauffenberg-Brüder dem „Meister“ vorgestellt und gehörten fortan zum engsten Freundeskreis in Georges elitär-platonischem „Staat“. Zwei Gedichte in dem letzten, 1928 erschienenen Gedichtband Das Neue Reich mit dem bereits 1922 verfassten Gedicht „Geheimes Deutschland“ sind Berthold von Stauffenberg („B.v.ST.“) gewidmet („Im sommerlichen glanz der götterstadt“ und „Im unverwüstbar schönen auf-und-ab“). Wenig später bestimmte der Dichter Berthold zum Nacherben und treuhänderischen Verwalter seines Erbes in Deutschland. Nicht nur George zog ihn seinen Brüdern vor, auch sein Zwillingsbruder Alexander betrachtete ihn als den größten der drei.
1935 wurde Stauffenberg wissenschaftliches Mitglied der Kaiser-Wilhelm-Gesellschaft und Mitherausgeber der Zeitschrift für ausländisches öffentliches Recht und Völkerrecht. Als enger Mitarbeiter von Viktor Bruns war von Stauffenberg an allen dessen Arbeiten am „Deutsch-Polnischen Gemischten Schiedsgericht und am Ständigen Internationalen Gerichtshof“ beteiligt. Ebenfalls 1935 wurde er auch Mitglied des neu gegründeten Ausschusses für Kriegsrecht im Kriegsministerium, ab 1938 im Oberkommando der Wehrmacht (OKW). Hier übernahm er die Leitung des Fachbereiches Seekriegsrecht. Stauffenberg hatte daher maßgeblichen Einfluss auf die entstehende Prisenordnung und die Prisengerichtsordnung. Hier kam Stauffenberg auch in Kontakt mit Helmuth James Graf von Moltke, der für das Amt Ausland/Abwehr des Oberkommandos der Wehrmacht Mitglied des Ausschusses war. Über diesen lernte er weitere spätere Mitglieder des Widerstands kennen.
1936 heiratete Stauffenberg die aus Russland stammende Maria (Mika) Classen (1900–1977), mit der er bereits seit längerem verlobt war. George und Stauffenbergs Vater waren jedoch gegen die Verbindung gewesen, so dass Stauffenberg sich erst nach dem Tod des Vaters zur Heirat durchringen konnte. Aus der Ehe gingen zwei Kinder, Alfred (1937–1987) und Elisabeth (* 1939), hervor.
Mit Beginn des Zweiten Weltkrieges wurde Stauffenberg eingezogen und als völkerrechtlicher Berater in der Abteilung Seekriegsrecht im Oberkommando der Marine verwendet, zunächst als Militärbeamter im Rang eines Marineintendanturrates, später als Marineoberstabsrichter (Korvettenkapitän). Hier kam er in Kontakt mit Korvettenkapitän Alfred Kranzfelder und sammelte privat Material für die Verwendung in eventuellen späteren deutschen Gerichtsverfahren gegen Kriegsverbrecher. Er nahm zu dieser Zeit auch an Treffen des Kreisauer Kreises teil, der ihm jedoch zu theoretisch blieb.
1943 schlug Admiral Wilhelm Canaris, der Leiter der militärischen Abwehr im Oberkommando der Wehrmacht, Stauffenberg als Nachfolger des verstorbenen Leiters des Kaiser-Wilhelm-Instituts für ausländisches öffentliches Recht und Völkerrecht vor; der Posten wurde jedoch schließlich mit einem Nationalsozialisten besetzt.
Schon sehr früh, etwa um 1935, kam er aus innerer Überzeugung in Kontakt zu Widerstandskreisen, für die er auch nach einigem Zögern seinen Bruder Claus und seinen Vetter Peter Graf Yorck von Wartenburg gewinnen konnte. Seine Wohnung in der Tristanstraße 8–10 in Berlin-Nikolassee, in der auch sein Bruder Claus ab dem 1. September 1943 zeitweilig wohnte, war ein häufiger Treffpunkt der am gescheiterten Attentat und Umsturzversuch vom 20. Juli 1944 beteiligten Personen.

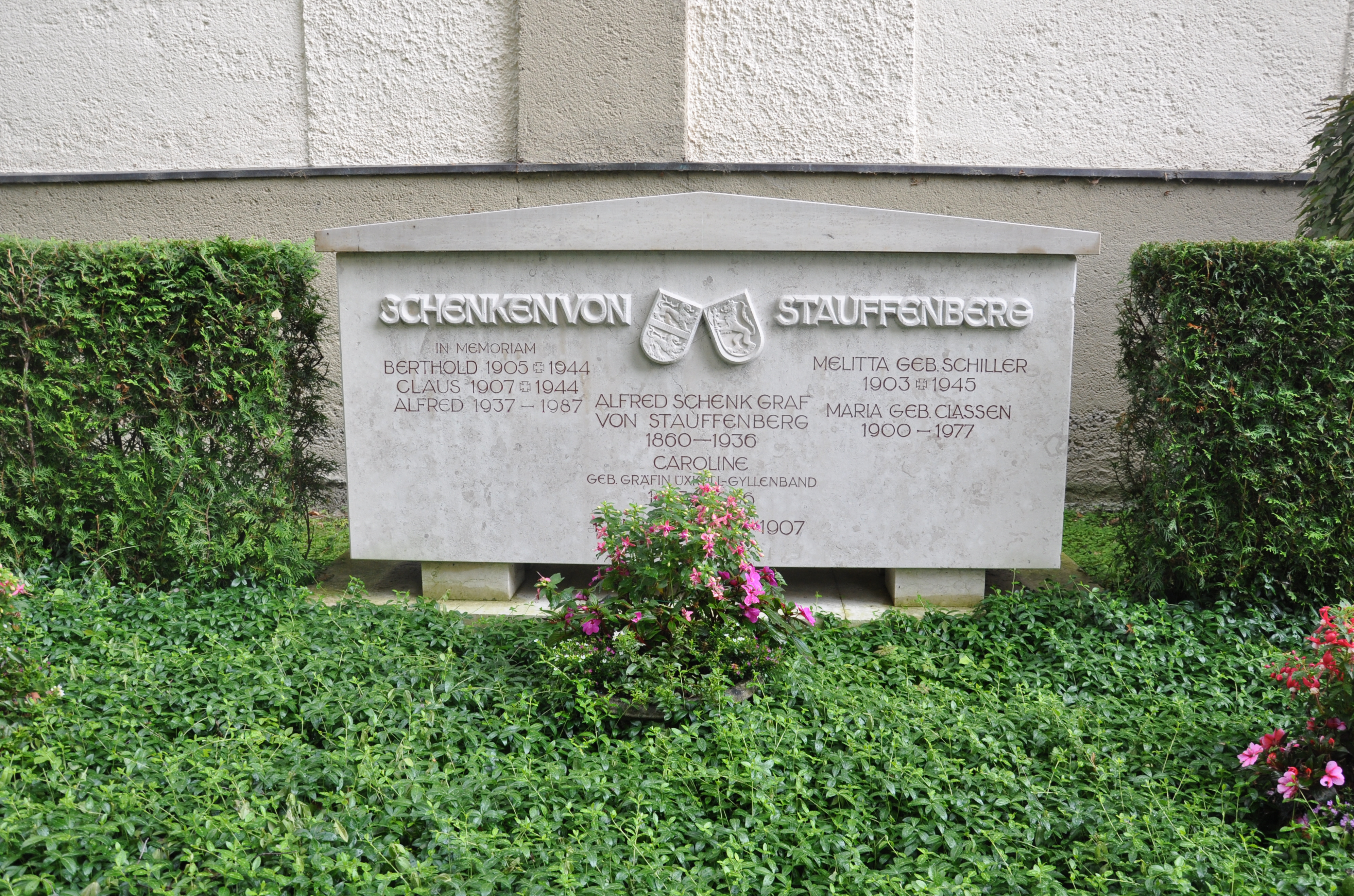
Stauffenberg-Grabstätte in Lautlingen mit Gedenkinschriften für Claus und Berthold von Stauffenberg

Am Tag des Attentats war Berthold von Stauffenberg im Bendlerblock in Berlin und organisierte die Verbindung zum Oberkommando der Marine. Er wurde dort in der Nacht auf den 21. Juli 1944 verhaftet. Am 10. August 1944 folgten in einem Schauprozess vor dem Volksgerichtshof unter dem Vorsitz von Roland Freisler die Verhandlung und Verurteilung zum Tode zusammen mit Erich Fellgiebel, Fritz-Dietlof Graf von der Schulenburg, Alfred Kranzfelder und Georg Alexander Hansen. Seine beiden Kinder Elisabeth (5 Jahre) und Alfred (6 Jahre) wurden im Zuge der sogenannten Sippenhaftung vom 17. August 1944 bis 13. Juni 1945 im Kinderheim im Borntal, betrieben von der Nationalsozialistischen Volkswohlfahrt, interniert.
Berthold Schenk Graf von Stauffenberg wurde noch am Tag des Urteils in Plötzensee gehängt.

## Werke
- Die Rechtsstellung der russischen Handelsvertretungen. Berlin, Leipzig 1930 (Nachdruck: Schmidt Periodicals, Bad Feilnbach 1999).
- Die Entziehung der Staatsangehörigkeit und das Völkerrecht – Eine Entgegnung. (PDF; 1,6 MB) Zeitschrift für ausländisches öffentliches Recht und Völkerrecht (ZaöRV) JG 1934, S. 261 ff. Die Entgegnung gilt einem Beitrag von Georges Scelle in Revue Générale de Droit International Public des Jg. 1934, in dem Scelle das 1933 verabschiedete  NS-Gesetz über den Widerruf von Einbürgerungen und die Aberkennung der deutschen Staatsangehörigkeit kritisiert.
- gemeinsam mit Kurt Eckhardt: Prisenordnung und Prisengerichtsordnung. Berlin 1939.